# ホンダ・N360
N360（エヌさんびゃくろくじゅう）は、本田技研工業がかつて製造､販売していた軽自動車である。本項では日本国外向けのN400・N600および日本向けに販売された小型（普通）自動車N600Eについても解説を行う。

## モデル全般概要
前輪駆動（FF）方式を採用して広い車室空間を確保すると共に、1967年時点での軽乗用車としては突出した高出力のエンジンを搭載。当時の軽自動車業界における「馬力競争」の火付け役になった。高性能と低廉な価格が相まって、当時のベストセラーモデルとなった。愛称はNコロ、他にエヌサンなどとも呼ばれていた。

## 構造
1966年の第13回東京モーターショーで発表。1967年3月に販売開始。それ以前の同社はスポーツカーのSシリーズや商用車を製造販売していたが台数は限られており、本モデルが同社初の本格的量産型乗用車となった。車名の「N」は一説に「乗り物（Norimono）」の略とされ、本田宗一郎社長がミニマム・トランスポーテーションとしての普及を目的に命名したとされる。

### 内外装
2ドアの2ボックス形状は、小径タイヤを四隅に配置して車室空間を稼ぎ出そうとした設計である。当時の軽乗用車としては極めて広い車室を備えており、設計思想および駆動形式は1959年から市販されたイギリス製小型車ミニの影響が色濃く出ている。またトランクリッドを備えているのもミニと共通であるが、本モデルではリヤバルクヘッドやトレイを省略したトランクスルー構造を採用した。
本田宗一郎は毎日のようにデザインスタジオに来て注文を付け、また、計測が終わって金型の製作が始まっていた段階のクレイモデルを見て「屋根が厚く見えるから少し削ってみろ」と指示するほど本車のデザインにこだわったという。
初期形のスピードメーターはテスターのインジケーターを思わせる単純なデザインで、シフトレバーはダッシュボード下から突出させた一種の「インパネシフト」式とされた。ステアリングシャフトはフロア中央から出ており、左右どちらのハンドルにも対応しやすいように設計された。

### ドライブトレイン
フロントに搭載された横置きエンジンによるFFを採用した。エンジンは4ストローク強制空冷直列2気筒チェーン駆動SOHCで、ドリームCB450に搭載されていた空冷並列2気筒DOHCエンジンをベースに開発された。このためタイミングチェーンは通常の自動車エンジンのようなシリンダーブロックの一端ではなく、2気筒オートバイと同等にカムシャフトおよびクランクシャフト中央に配置される。
このエンジンは内径x行程62.5x57.8（mm）から排気量354 cc・最高出力31 PS/8,500 rpmをマークする四輪車としては異例の高回転型エンジンである。この時期の他メーカー製軽自動車は2ストロークエンジンが主流であり、それらの最高出力が一般に20 PS台前半であったことと比較すると格段に高出力であった。これは本田技研工業がオートバイで得意としていた、高回転の許容で出力を稼ぐ手法をそのまま適用した結果である。公称最高速度115 km/hも当時の軽乗用車では最高水準である。エンジンの構造上騒音や振動が激しいものの、性能確保と構造簡易化を優先して防振・防音対策は簡易な水準に留められている。
4速マニュアルトランスミッションは、初期型ではオートバイの構造に近く、エンジンと直列に配置される常時噛み合い（コンスタントメッシュ）式ドグミッションを搭載した。サスペンションはフロントがコイルスプリング+ストラットの独立懸架、リアは半楕円リーフスプリングの車軸懸架とし、前後とも簡略・省スペースな構造とした。車室暖房は空冷エンジンの廃熱を利用する方式で、このためガソリンやエンジンオイルの臭いが室内に入り、温度制御の面でも不利であるが、簡易なことが優先された。

## 展開
発売当初のグレードは1種類のみで、価格は埼玉製作所狭山工場（現・埼玉製作所狭山完成車工場）渡しで313,000円、東京・神奈川店頭渡しで315,000円と、他社の同クラス車が設定した350,000円～450,000円程度より大幅に安価な水準とされた。
- 他車を大きく下回る価格設定を可能とした理由は、すでにオートバイ販売で培養されていた末端の販売店とメーカーとの間に、通常介在する代理店を省き、中間マージンを減らすという新規参入メーカーならではの戦略を採れたからである[14]。

高性能でしかも廉価なことから一般大衆の人気を得てヒット作となり、当時「スバル・360」が長く保持していた軽自動車月間販売台数トップ記録を、発売から数か月のうちに奪取した。同年6月には姉妹車としてライトバンタイプの「LN360」が追加された。
「N360」のハイパワーぶりに驚愕した競合他社は2ストロークエンジンを高回転化してパワーアップすることで対抗、その後オイルショック直前までの数年間に渡って軽自動車業界はカタログ出力を誇示しあう馬力競争に突入した。360ccの軽自動車でありながら、実に排気量1L当たり100PSに相当する36 - 40PSに達したのである。もっとも40PS級のスポーツモデルとなると超高回転型の特性で常用域のトルクに乏しく実用性欠如を露呈する弊害が生じた。
1968年4月には、ホンダ初の自動変速機を搭載した「N360 AT」も発売されている。これは自社開発製品で「ホンダマチック」と称した。この「ホンダマチック」は、後にシビックなどに搭載される「★（スター）レンジ」を持つ半自動式「ホンダマチック」とは異なり、本格的な3速フルオートマチックであり、セレクトレバーはハンドルコラムに設置され、「P-R-N-D-3-2-1」の7ポジション式であった（3,2,1の各ポジションは各ギア固定）。最高速度は110km/hに達し、4速MT車とほとんど遜色ない。
1968年7月にはキャンバストップを備えた「N360 サンルーフ」が追加された。
1968年9月、ツインキャブレターを装備して36ps/9,000rpmを発生するT・TS・TM・TGの各グレードを追加（TはTwinの意）。最高速120km/h。
ホンダはすでに「Sシリーズ」を海外輸出していたが、「N360」が開発されると、これをベースに排気量を400ccに拡大した「N400」、600ccエンジン搭載・最高速度130km/hの「N600」が製造され、アメリカ合衆国・ヨーロッパに輸出された。ヨーロッパでは、メーカーの競争激化による淘汰や各社の生産モデルの上級移行で、最小クラスにあたる廉価な小排気量ミニカーが徐々に減少していたこと、またオートバイレースやF1レースで知名度の高いホンダの高出力車であることから、若年層を中心に収入や免許制度での制約のあるユーザーの支持を受け、一定の販売実績を収めたという。また当時の西ドイツでは250cc以下の自動車は日本の軽自動車に類似した優遇税制、免許制度があったことから、現地ではボアダウンキットで250ccにするユーザーもいた。
600ccモデルは日本国内向けにも1968年6月から「N600E」として市販されたが、海外ではヒットしたのとは裏腹に、居住性は軽自動車並であるのに税法上普通車扱いとなることから販売が振るわずわずか半年間、1,500台程度で販売を終了した。これは大手メーカーの量産乗用車としては最短命である。機構的には輸出用と同じ部分があるが、インテリアや機構細部は全く異なっていた。同社にとっては日本国内向けとしては初の普通車登録4座乗用車となった車である。
1969年1月にモデルチェンジを行った。通称N IIと呼ばれるこのモデルでは、外装はわずかなデザインの変更にとどめられたが、内装ではダッシュボードの大部分がパネルで覆われ、乗用車らしいムードとなった。
1970年1月には再度のモデルチェンジにより「N III」へと進化している。このモデルチェンジでは正式に「N III 360」の名称となり、外装にも大きな手を入れられている。特徴的だった4速MTがドグミッションから一般的なフルシンクロ式に変更された。また象徴だった高回転・高出力エンジンにも手を入れた「N III 360 タウン」が同年9月に追加されている。低速域性能を重視したタウンのエンジンは、27PS/7,000rpm（トルクは不変）へとチューニングされている。
「N360」は、発売からわずか2年足らずで25万台を販売、総生産台数は65万台に達した。

### ギャラリー

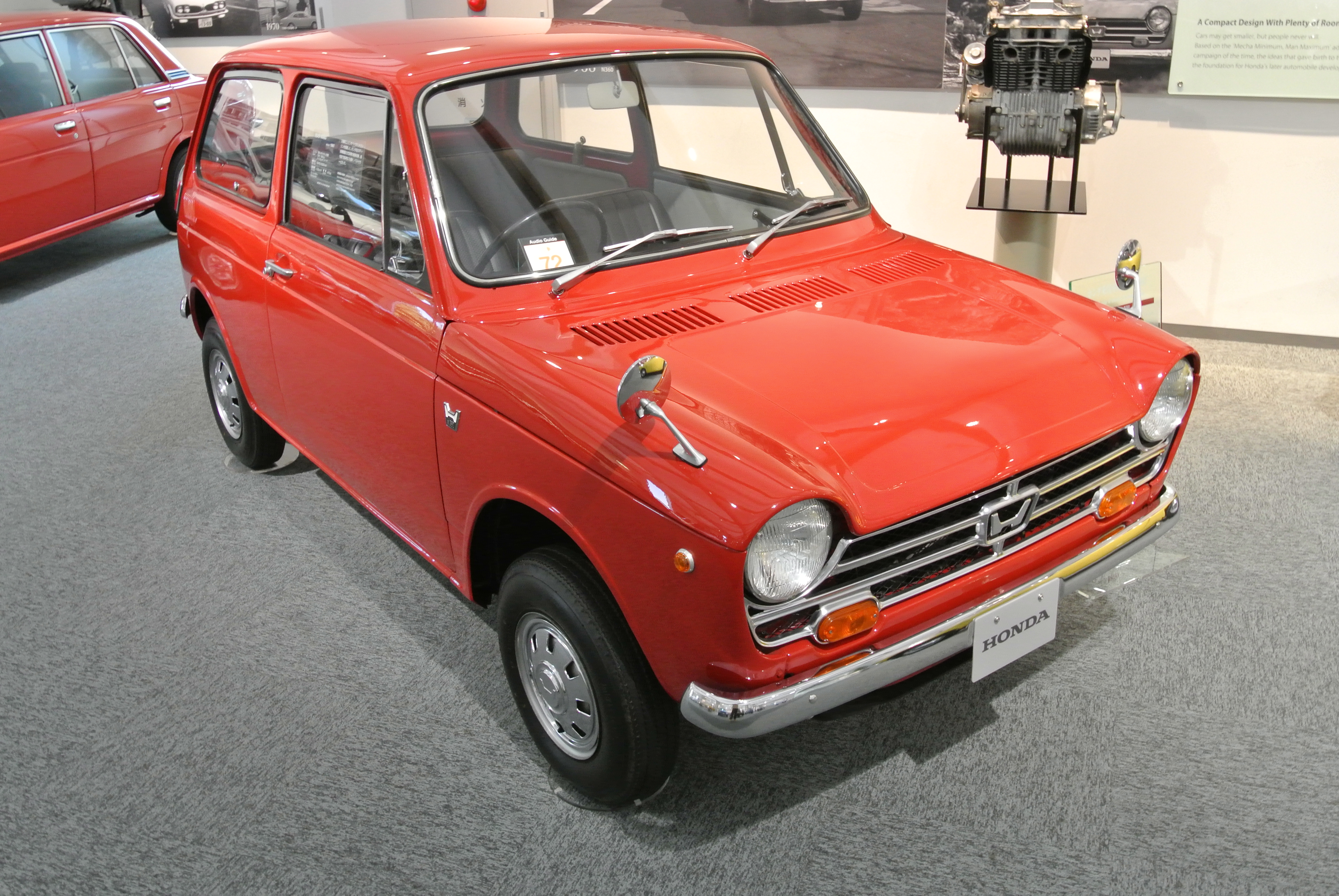
N360（最初期型ホンダコレクションホール保存車）
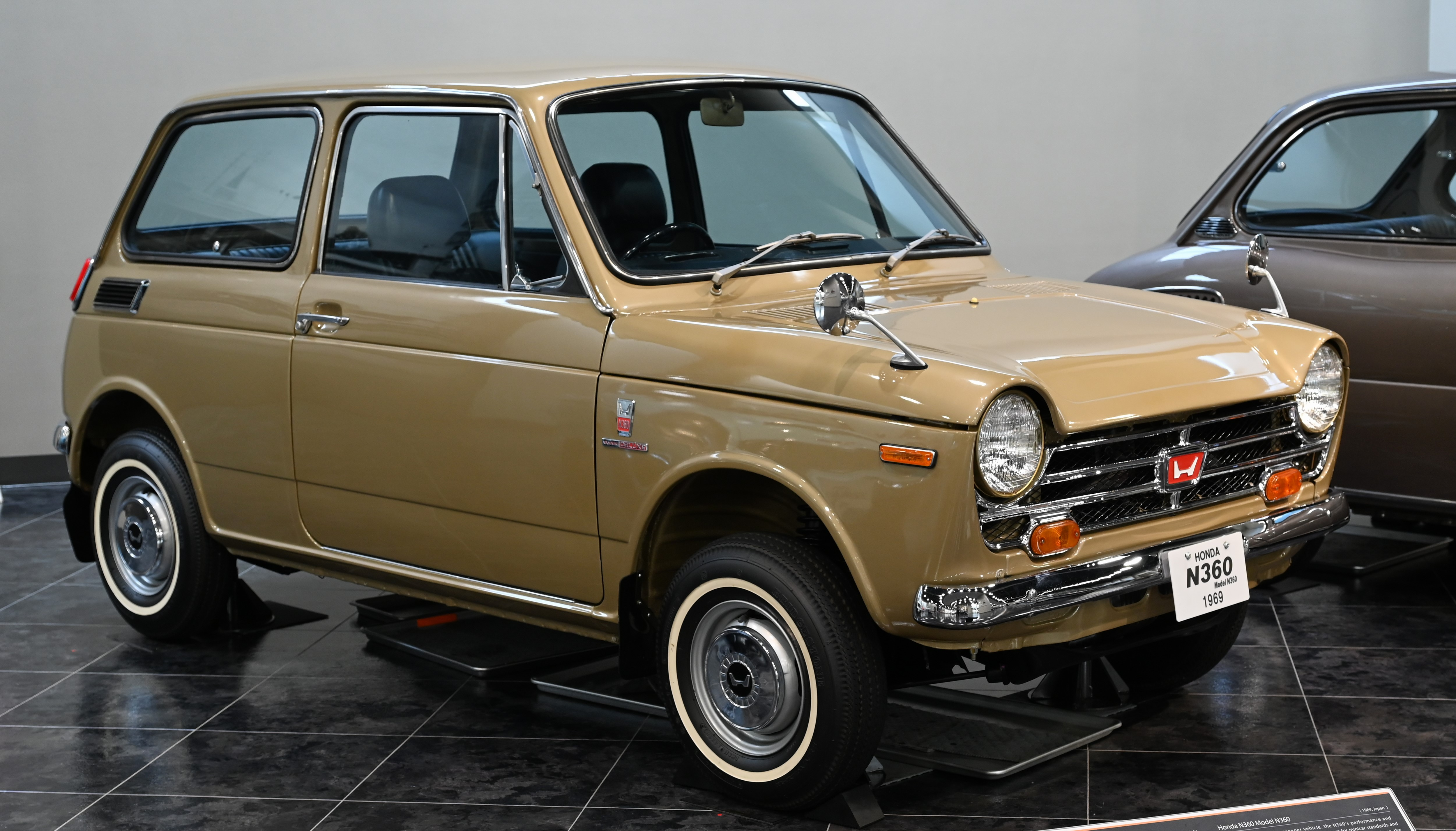
N360 スーパーデラックス（1969年式、トヨタ博物館保存車）
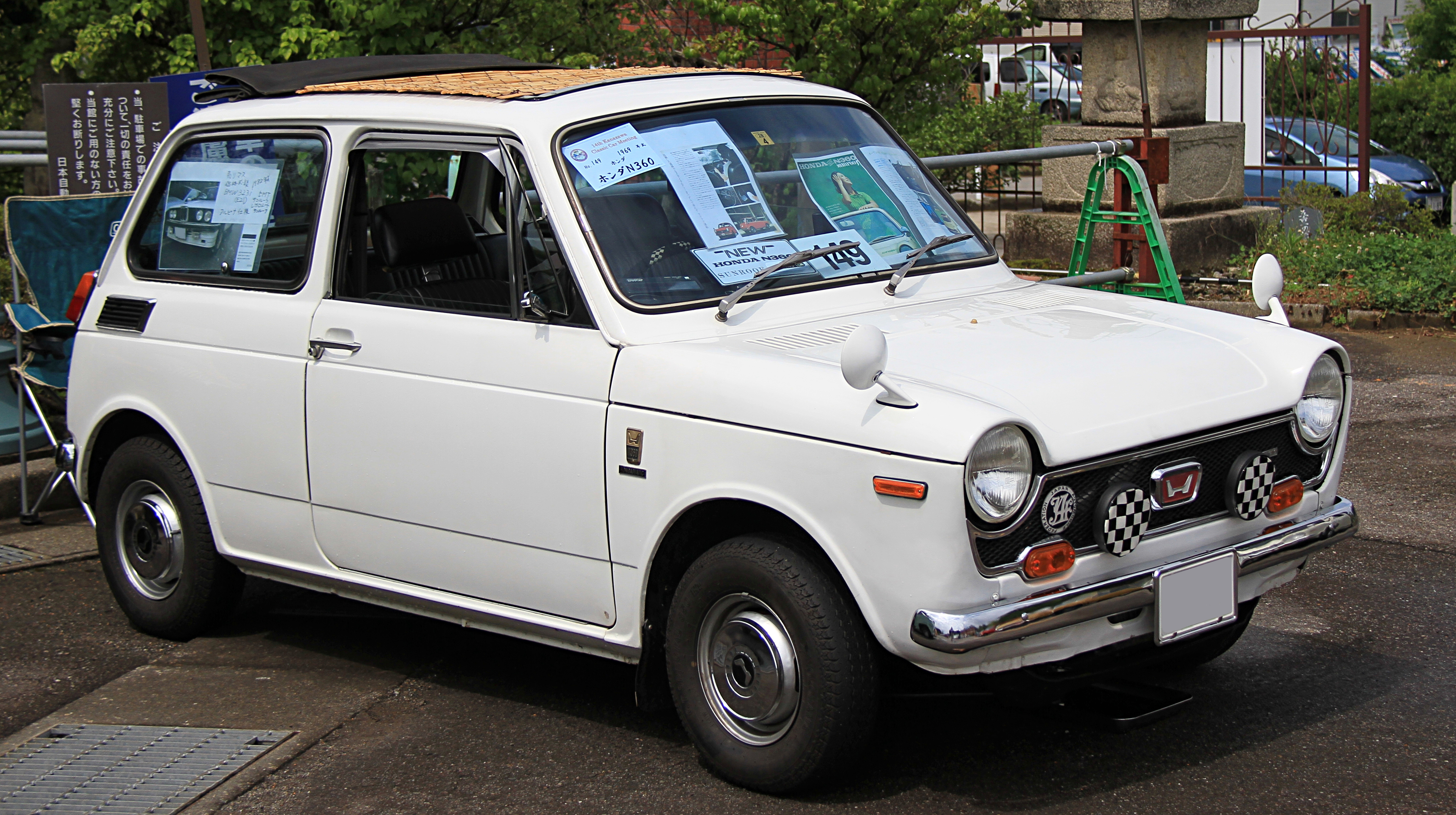
N360 AT
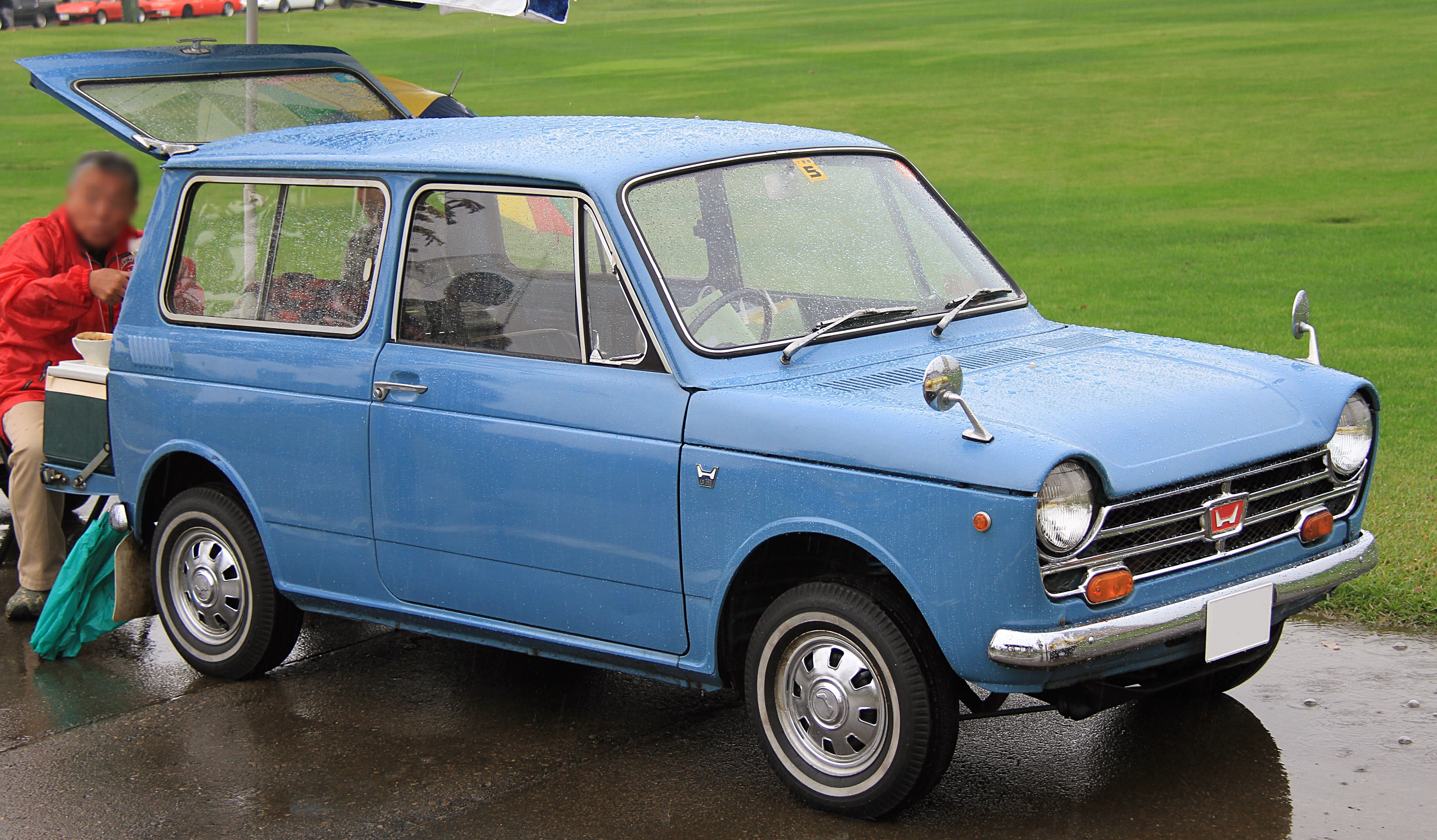
LN360 フロント
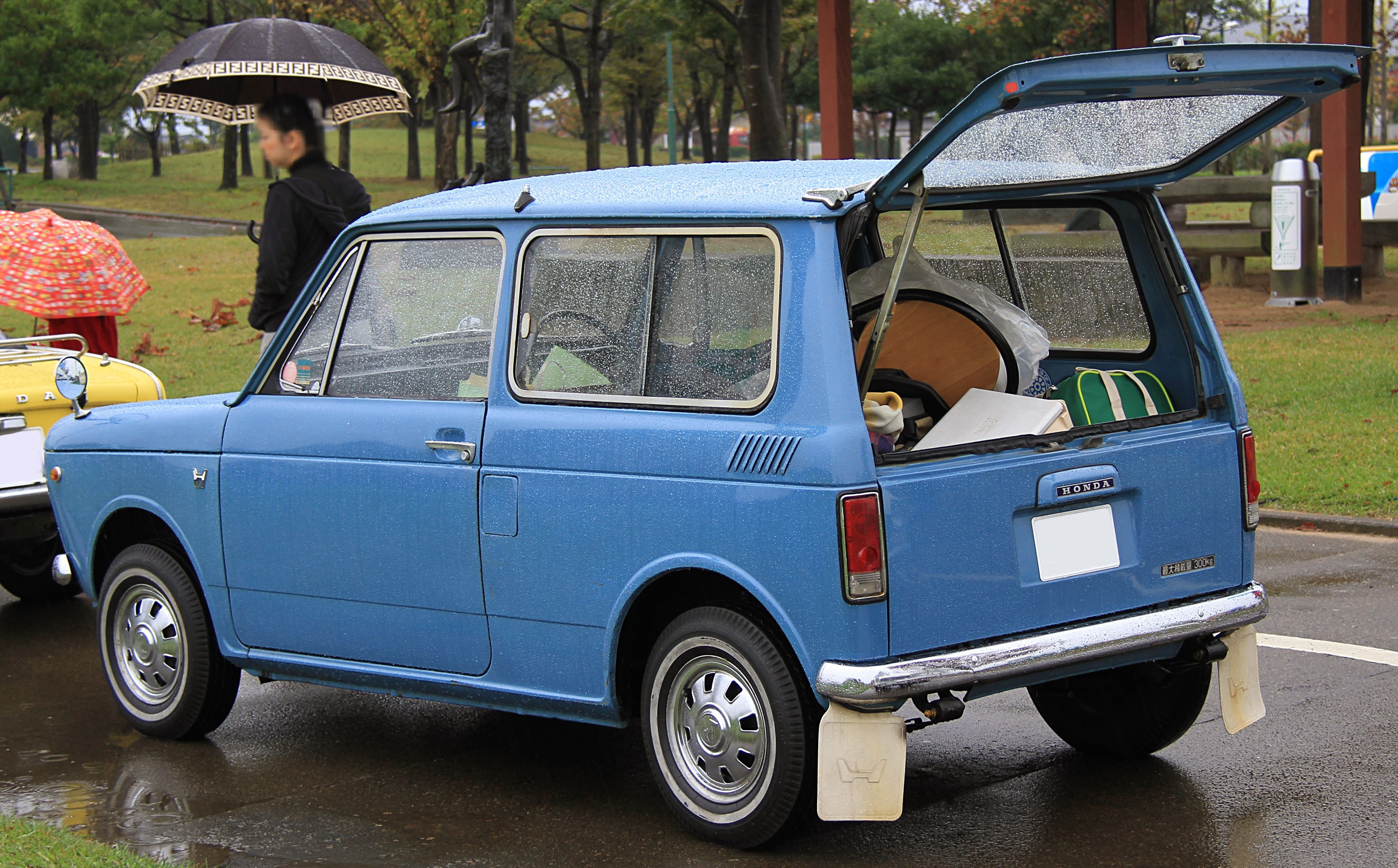
LN360 リア
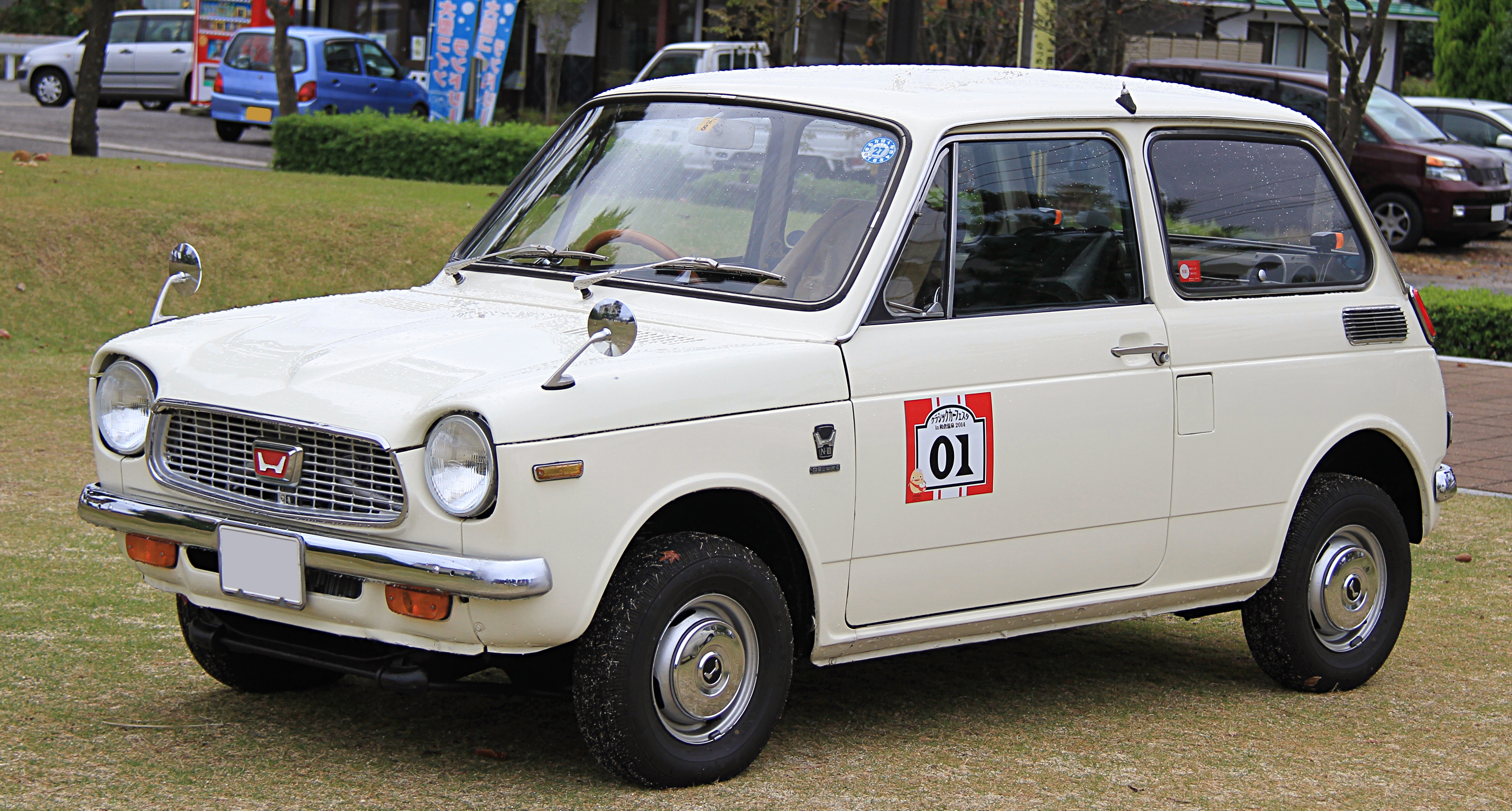
N III 360 フロント
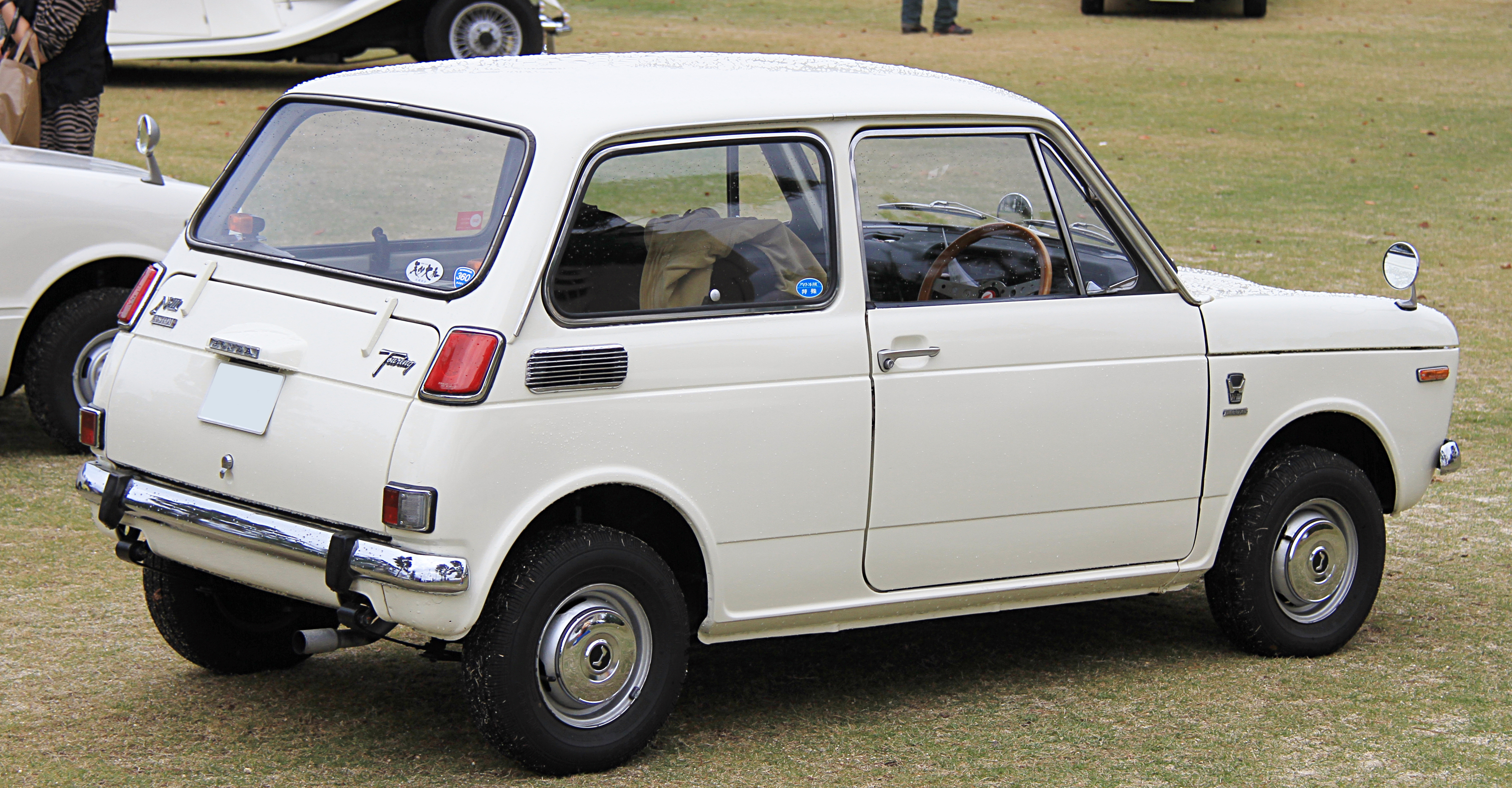
N III 360 リア
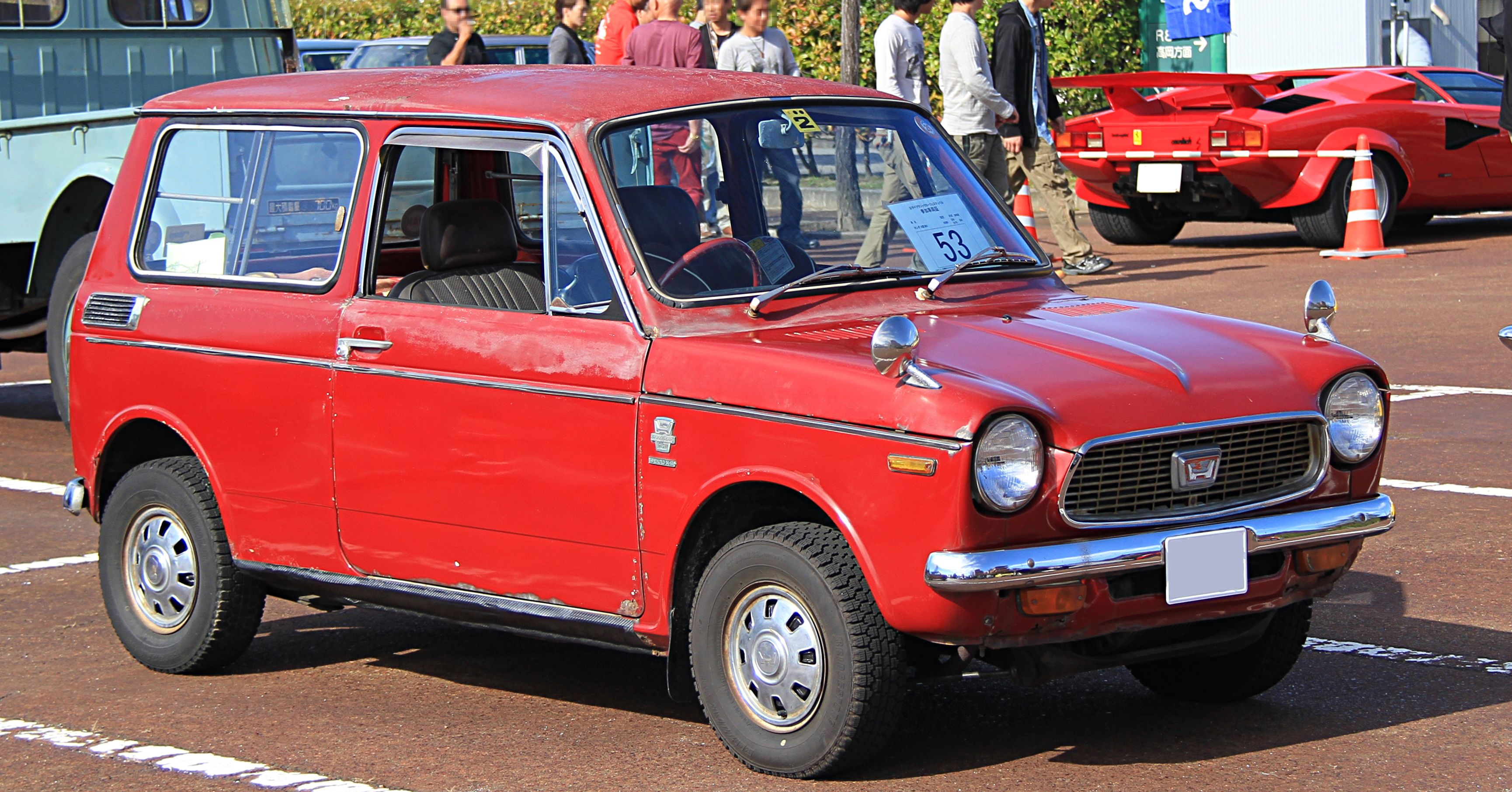
LN III 360 フロント
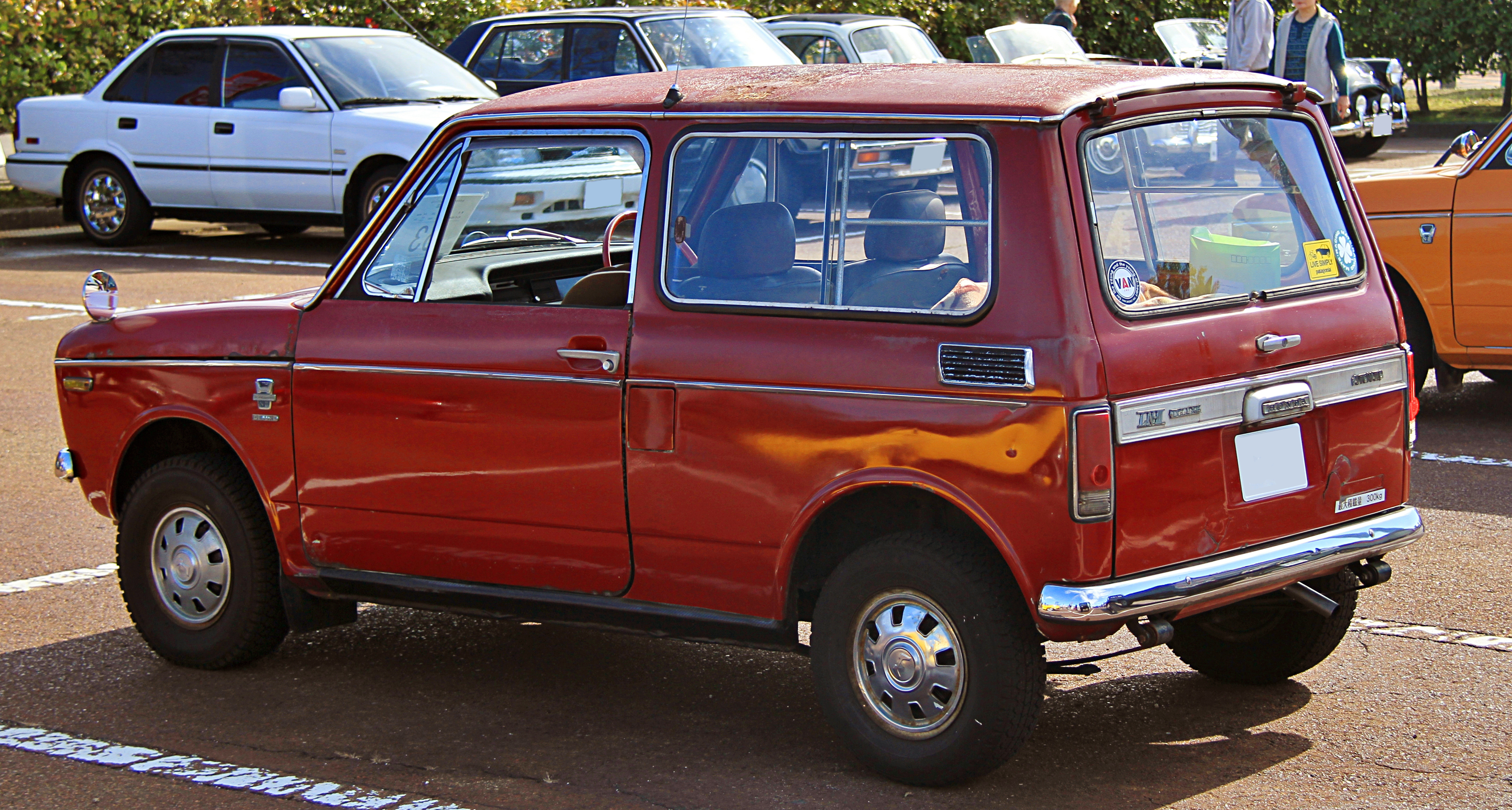
LN III 360 リア
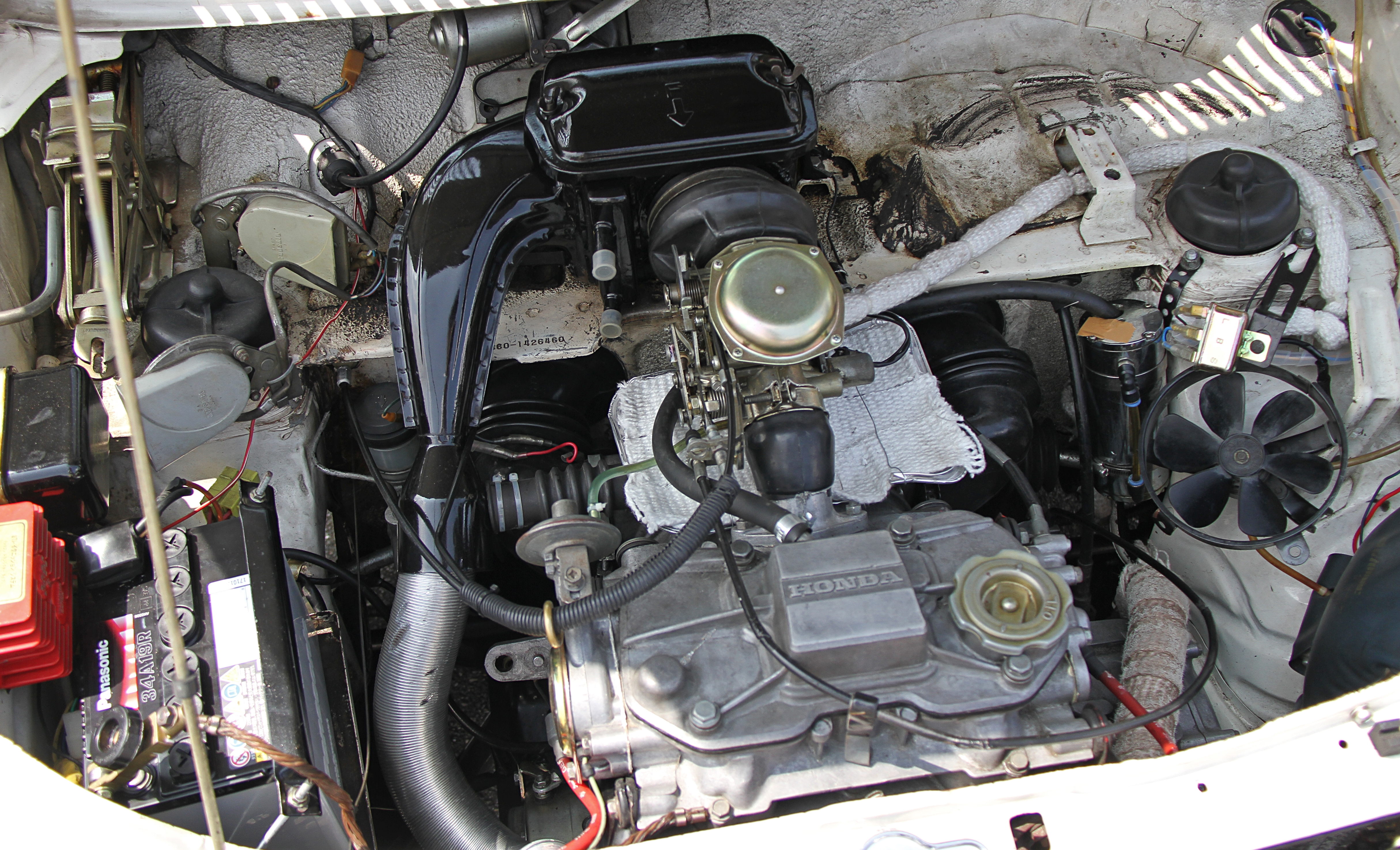
N360E型エンジン

## ユーザーユニオン事件
1969年以降、ラルフ・ネーダーが主導しアメリカで社会問題になっていた「欠陥車問題」に影響され、日本でも同様に欠陥車糾弾の動きが生じた。この種の動きを見せた団体に「日本自動車ユーザーユニオン」があり、当時のベストセラーカーであった「N360」に操縦安定性の面で重大な欠陥があると指摘。
1970年、N360を運転中に死亡したドライバーの遺族が、未必の故意による殺人罪で本田宗一郎を東京地方検察庁に告訴した。
1970年11月20日には警察庁が運転上のミスとは断定できない7件のケースを取り上げ、運輸省に技術的な判断を求めるため資料を送付した。7件のケースは3人ないし4人が搭乗時、加速や下り坂に差し掛かった際に蛇行が生じて横転や車線から逸脱する事故であった（注：事故時の速度が明示されていないこと、ハイドロプレーニング現象など欠陥以外の要素も窺える事故が含まれていた）。これに対して運輸省は「本田技研から提出された資料によれば欠陥はないようだ」との主張を繰り返した。
この事件に関して1973年の国会審議で日本共産党が質問中に示した数字として、1968年から1970年の3年間で、被害者362名（うち、死亡56名、重傷106名、軽傷137名、物損14件）というものがある。
これによるイメージダウンもあって、発売以来3年間日本国内販売首位を誇った「N360」の人気は下がり、1971年には後継モデルの「ライフ」が発売されたこともあって、1972年に販売を終えた。また、1969年4月に発表された普通乗用車の1300の生産計画にも影響が生じ、同車は当初よりも2ヶ月遅れて発売された。
捜査の結果、本田宗一郎は不起訴となった。また本田技研工業は法外な示談金を要求したユーザーユニオンを恐喝で告訴し1971年11月、ユーザーユニオン専務理事松田文雄、顧問弁護士安倍治夫の2名が恐喝未遂容疑で東京地方検察庁特別捜査部に逮捕された。裁判は最高裁まで争われたが、判決が確定したのは1987年1月で、実に15年もの年月を要した。
同社はNシリーズの派生型である「Z」や、モデルチェンジ型である「ライフ」などで、軽乗用車業界における新たな展開を求めたが、「N360」で失ったものを取り戻すまでには至らず、当時の軽乗用車市場の縮小をも背景に、1974年には商用車のみを残して軽乗用車の分野から一時撤退することになる。
「N360」の開発に携わった中村良夫は、のちに、ユーザーユニオンの指摘した「ヨー特性にロール特性がからんだ不安定さ」を「N360」がもっていたことを否定していないが、技術鑑定人として委嘱された亘理厚（東京大学生産技術研究所教授。自動車の振動特性や操縦性の研究にいち早く取り組み、当時の日本における自動車技術の権威の一人であった）は、「当時の道路運送車両法が軽自動車の速度について60km/h程度を想定しており、100km/hを軽くオーバーするNのような自動車の出現を予知し、盛り込めていなかったことに問題がある」という主旨の指摘をおこなっている。
なお、1970年9月10日の衆議院運輸委員会でユーザーユニオンの告発が取り扱われ、運輸大臣は答弁の中で、軽自動車の最高時速を80km/hに制限すること、車検制度を導入する（当時は定期点検のみで運行が可能であった）ことに言及した。ユーザーユニオン問題が終結した後も、軽自動車には高速道路において最高速度80km/h規制が2000年9月まで続けられ、車検制度は継続された。

## 評価
一定以上の商業的成功を収め、またドライブトレーンを共用したスペシャリティカーの「Z」や、軽トラック「TN360」などの派生展開によって、ホンダの業績拡大に著しく貢献した。既存の軽乗用車に挑戦状を叩きつけたことで、カテゴリ全体が大幅な性能向上を果たし、良くも悪しくも、1960年代末からオイルショックに至るまでの軽乗用車業界の活性化を促した存在とも言える。
しかしオートバイ用をベースとしたピーキーなエンジンに依存した高性能は、創業者・本田宗一郎に代表される初期ホンダが備えていた一種の「蛮勇」の現れとも言え、空冷ゆえの騒音やドグミッション等は乗用車としての洗練を欠いたものであった。それらはN360の欠陥訴訟問題や、N360の志向をさらに拡大・尖鋭化した空冷小型乗用車のホンダ・1300における商業・技術両面の敗退で一挙に露呈し、本田宗一郎の経営第一線からの引退を促す結果ともなった。
その後のホンダは高性能空冷エンジンに代表されるエキセントリックな面を抑え、1971年のN360後継モデル「ライフ」、翌1972年発売の小型乗用車「シビック」以降、量販4輪車のエンジンは、いわゆる「まろやか路線」のもと水冷方式に転換し、より普遍性のある設計への移行を進めていくことになった。

## 参考書籍
- 『絶版車カタログ 国産車編 Part1 1950-1969』（英知出版） ISBN 4-7542-5055-9